# Бремер, Биргитта
Бирги́тта Бре́мер (швед. Birgitta Bremer, родилась в 1950) — шведский ботаник, профессор Шведской королевской академии наук, директор Бергианского ботанического сада, участница международной группы по систематизации растений APG II.

## Краткая биография
Биргитта Бремер родилась в 1950 году, гражданка Швеции. Замужем за профессором Коре Бремером, ректором Стокгольмского университета. Имеет двоих детей.
В 1980 году в Стокгольмском университете получила степень доктора ботаники за работу, посвящённую таксономии мхов рода Schistidium.
В 1981—1982 годах — доцент, в 1983—1990 годах — преподаватель систематической ботаники Стокгольмского университета. В 1990—2000 годах — преподаватель систематической ботаники, в 2000—2001 годах — декан факультета систематической ботаники, в 2000—2004 годах — профессор молекулярной систематики растений Уппсальского университета.
С 2002 года — директор Фонда Бергиуса и директор Бергианского ботанического сада. С 2004 года — профессор систематической ботаники Стокгольмского университета.

## Награды и премии
- 2001 год — Премия Линнея в области ботаники от Лундского королевского физиографического общества

## Избранные публикации
- Oxelman B., Kornhall P., Olmstead R. C., Bremer B. 2005. Further disintegration of Scrophulariaceae. Taxon 54: 411-425.
- Smedmark J. E. E., Eriksson T., Bremer B. Allopolyploid evolution in Geinae (Colurieae: Rosaceae) - building reticulate species trees from bifurcating gene trees. Organisms Diversity and Evolution 5: 275-283. 2005
- Razafimandimbison S. G., Moog J., Lantz H., Maschwitz U., Bremer B. Re-assessment of monophyly, evolution of myrmecophytism, and rapid radiation in Neonauclea s.s. (Rubiaceae). Molecular Phylogenetics and Evolution 34: 334-354, and 37: 938-939 2005
- Bremer K., Friis E. M., Bremer B. Molecular phylogenetic dating of asterid flowering plants shows early Cretaceous diversification. SYST BIOL 53: 496-505 2004
- Razafimandimbison S. G., Kellogg E. A., Bremer B.. Recent origin and phylogenetic utility of divergent ITS putative pseudogenes: A case study from Naucleeae (Rubiaceae) SYST BIOL 53: 177-192 2004
- Bremer B., Bremer K., Chase M. W., Reveal J. L., Soltis D. E., Soltis P. S., Stevens P. F. et al. An update of the Angiosperm Phylogeny Group classification for the orders and families of flowering plants: APG II. BOT J LINN SOC 141 (4): 399-436 2003.
- Bremer B., Bremer K., Heidari N., Erixon P., Olmstead R. G., Anderberg A. A., Källersjö M., Barkhordarian E. Phylogenetics of asterids based on 3 coding and 3 non-coding chloroplast DNA markers and the utility of non-coding DNA at higher taxonomic levels. MOL PHYLOGENET EVOL 24 (2): 274-301 2002.
- Novotny V., Basset Y., Miller S. E., Weiblen G. D., Bremer B., Cizek L., Drozd P. Low host specificity of herbivorous insects in a tropical forest. NATURE 416 (6883): 841-844 2002.